# Mars 2
Mars 2 byla sonda, která v rámci sovětského programu Mars jako první dopadla na povrch Marsu. Katalogizována podle COSPAR jako 1971-045A.

## Průběh letu
Jednalo se o sesterskou sondu k Mars 3. Obě se skládaly z přistávacího a orbitálního modulu.
Na oběžnou dráhu byla vynesena raketou Proton K, která startovala dne 19. května 1971 v 16:22:44 UTC. Celková hmotnost sondy byla 4560 kg, z čehož 3440 kg připadalo na orbitální modul a 1210 kg na přistávací modul.
Přistávací modul - pouzdro s výsostnými znaky SSSR - se oddělil s pomocí vlastního motoru od mateřské sondy 27. listopadu 1971 a o 4,5 hodiny později dopadl na povrch. Spojení však po dopadu nebylo navázáno.
Družicová část sondy byla navedena na oběžnou dráhu planety 27. listopadu 1971 ve výšce 1380 - 25 000 km s periodou 18 hodin. Programována byla na snímkování povrchu (kde však zuřila prachová bouře), na měření parametrů atmosféry. Na oběžné dráze vykonala do 22. srpna 1972 celkem 362 oběhů.